# Correspondance de Flaubert

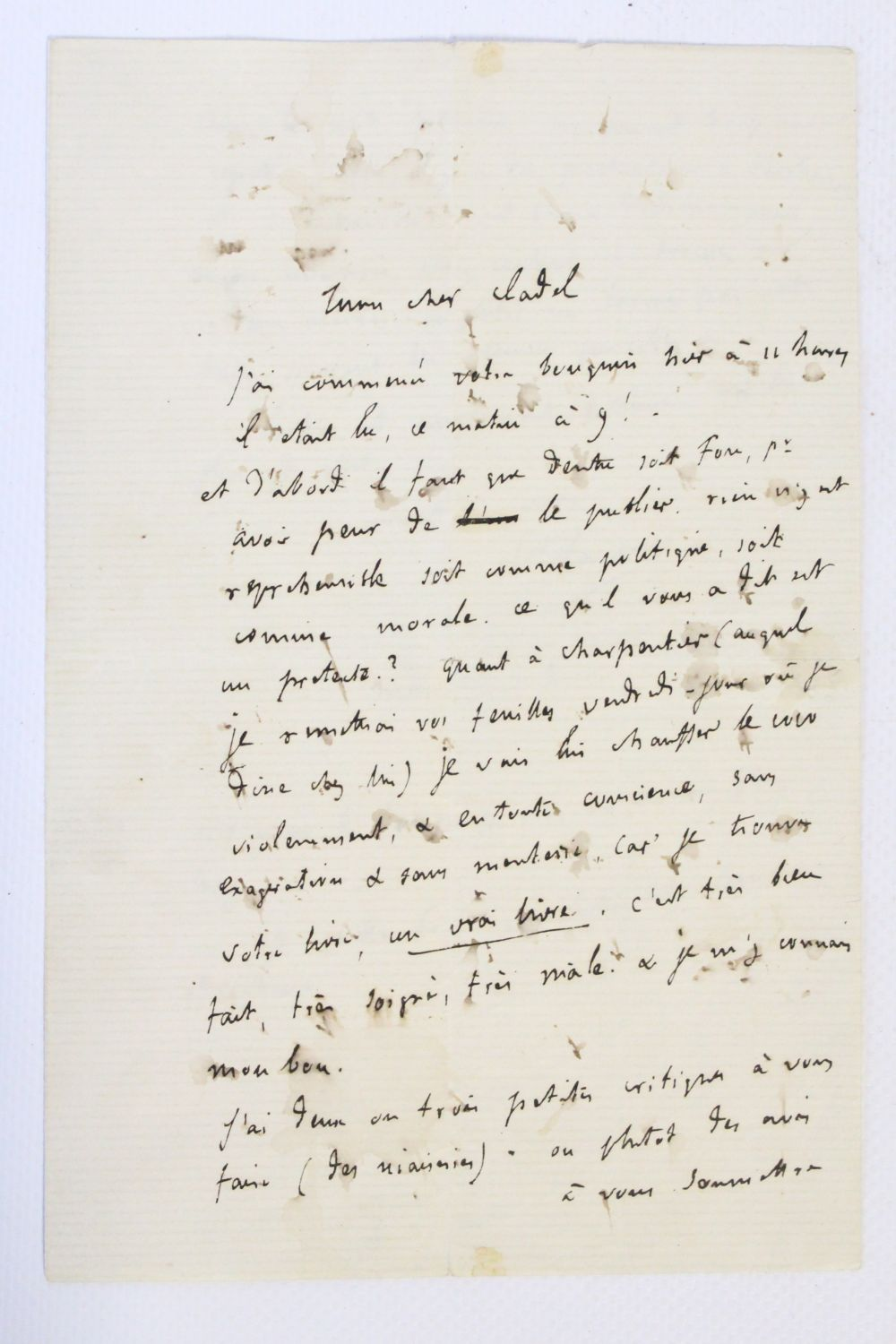
Lettre de Flaubert

La correspondance de Flaubert est constituée de plus de 4 000 lettres adressées à près de 300 correspondants, tels que Louise Colet, George Sand, Maxime Du Camp, la princesse Mathilde, les frères Goncourt, Guy de Maupassant, Émile Zola et bien d'autres.
Elle s’étend sur une période de près de 50 ans, de 1830, quand Flaubert avait 9 ans, à 1880, année de sa mort, et a fait l’objet de nombreuses éditions. Elle a été parfois considérée comme son chef-d’œuvre.
Son édition de référence a été publiée en cinq volumes dans la Bibliothèque de la Pléiade.

## Publication
Dès 1884, quatre ans après la mort de Flaubert, Maupassant publie chez l’éditeur Charpentier 122 lettres à George Sand, précédées d’une longue étude.
La première édition générale de la Correspondance paraît en 1887 chez le même éditeur. Elle a été rassemblée par la nièce de Flaubert, Caroline Commanville, autant par dévotion  envers son oncle que par intérêt, le couple Commanville étant dans la gêne financière. Cette édition est très fautive, et comporte de fréquentes et très importantes omissions volontaires, des corrections et des erreurs de lecture.
L’édition dite du Centenaire, procurée de 1922 à 1925 par René Descharmes, corrige celle parue chez Charpentier, et la complète, principalement avec les lettres adressées par Flaubert à son ami Ernest Chevalier et avec le texte corrigé et complété de celles envoyées à sa maîtresse Louise Colet, dans lesquelles on découvre la progression de la rédaction de Madame Bovary.
L’édition Conard de 1929 regroupe 1992 lettres, et son Supplément de 1954 en publie 1296, jusqu’alors inédites.
Parue de 1973 à 2007, l’édition Pléiade en 5 volumes contient 4 273 lettres adressées à 279 correspondants.

## Destructions et manques
La correspondance de Flaubert sera toujours incomplète. Tout au long de sa vie, il avait à de nombreuses reprises détruit des lettres, « cohérent avec son principe d’impersonnalité et d’autonomie de l’œuvre, poussé jusqu’à laisser le moins possible de traces autobiographiques. »
Certains destinataires ont également détruit des lettres. Ainsi Philippe Leparfait, fils adoptif et héritier de Louis Bouilhet, a détruit les trois quarts au moins des autographes de Flaubert, parce qu’Ernest Commanville prétendait qu’ils appartenaient aux héritiers de Flaubert.
De nombreuses lettres sont manquantes, inconnues, ou conservées secrètement, comme les lettres à Taine, celles à la comtesse de Grigneuseville, ainsi que celles de Louise Colet à Flaubert.

## Datation
La datation des lettres est parfois incertaine. Flaubert les date souvent de manière elliptique : « Mercredi » ou « 8 10bre ». La critique interne, recoupant des événements extérieurs attestés, ou des mentions figurant dans d’autres lettres, permet des datations tantôt précises, tantôt approximatives.

## Fonction
Non destinées à une quelconque publication, les lettres de Flaubert, dont le contenu est parfois variable selon les destinataires, ont des fonctions multiples : relation d’événements et de sentiments familiaux, amicaux, amoureux, mondains, éditoriaux ; et aussi critique et théorie de la littérature, critique et théorie de ses propres ouvrages, prise de recul par rapport aux pages en cours d’écriture, expression de ses doutes, témoignage de ses efforts littéraires, déclarations d’intention, évocation de futurs projets.
Mais elle restent axées sur une forme d’introspection : « C’est un texte en soi, mais non une chronique de l’époque. Flaubert y est tourné vers lui-même et ne cherche aucunement à poser en témoin d’une société qu’il abhorre. » 

## Appréciation
La correspondance de Flaubert a été unanimement louée : Bible et réservoir d’énergie pour André Gide, elle est considérée par le critique René Dumesnil à la fois comme son chef-d'œuvre, et comme un régal littéraire.
« C’est la plus belle correspondance du siècle passé, et peut-être l’une des plus belles qui soient. On n’a cessé d’en souligner l’intérêt pour la connaissance de l’histoire littéraire et générale, des idées philosophiques, politiques et esthétiques de l’époque. »
« Correspondance aux proportions monumentales, qui unit la verve, la spontanéité, la couleur à l’étendue et à la profondeur de ses préoccupations humaines, culturelles et spirituelles […] révèle avec candeur non seulement l’homme dont les romans essaient de cacher l’existence même mais aussi l’artiste puissant et original dont les principes féconds et leur mise en pratique sont la matière de plusieurs centaines de pages de cette correspondance. »

### Éditions complètes

#### Éditions de référence
- Correspondance, présentée, établie et annotée par Jean Bruneau, 6 vol. : tome I (1830-1851), 1973 ; t. II (1851-1858), 1980 ; t. III (1859-1868), 1991 ; t. IV (1869-1875), 1998 ; t. V (1876-1880), 2007 ; index, 2007 (éd. Gallimard, Bibliothèque de la Pléiade).
- Flaubert, Correspondance, choix et présentation de Bernard Masson, Folio classique, 1998.

#### Autres éditions
- Correspondance, Paris, Charpentier, 1887-1893, 4 volumes.
- Œuvres complètes de Gustave Flaubert, Correspondance, texte révisé et classé par René Descharmes, Édition du Centenaire, Paris, Librairie de France, 1922-1925, 4 volumes.
- Œuvres complètes de Gustave Flaubert, Correspondance, Paris, Conard, 1926-1933, 9 volumes, 1992 lettres, avec un index analytique. Supplément, édité par Jacques Lambert, lettres recueillies, classées et annotées par René Dusmenil, Jean Pommier et Claude Digeon, 1954, 4 volumes, 1296 lettres.
- Œuvres complètes de Gustave Flaubert, Lausanne, Rencontre, 1964-1965, 18 volumes. (Même texte que l’édition Conard en 9 + 4 volumes, lettres publiées dans l’ordre chronologique et réparties dans les 18 volumes).
- Œuvres complètes illustrées de Gustave Flaubert, Éditions du Club de l’Honnête Homme, Correspondance, tomes XII-XVI, 1974-1975, 3762 lettres, index et concordance.

#### Volumes d'index
- Charles Carlut, La Correspondance de Flaubert, étude et répertoire critique, Colombus, Ohio State University Press, 1968[15].
- L. Gardner Miler, Index de la correspondance de Gustave Flaubert, précédé d’une étude sur Flaubert et les grands poètes romantiques, Thèse pour le doctorat, Faculté des lettres de Strasbourg, 1934[16].
- Index analytique de l'édition Pléiade, Paris, Gallimard, 2007

### Éditions thématiques
- Gustave Flaubert, Extraits de la correspondance ou préface à la vie d’écrivain, présentation et choix de Geneviève Bollème, Paris, Seuil, 1963.
- Gustave Flaubert, Lettres à sa nièce Caroline, Paris, Charpentier, 1906.
- Gustave Flaubert, Lettres inédites à la Princesse Mathilde, préface de Monsieur le Comte Joseph Primoli, étude de Madame La Princesse Mathilde, Paris, Conard, 1927.
- Gustave Flaubert, Lettres inédites à Tourgueneff, présentation et notes par Gérard Gailly, Monaco, Éditions du Rocher, 1946.
- Lettres choisies de Gustave Flaubert, recueillies et préfacées par René Dumesnil, Paris, Wittmann, 1947.
- Gustave Flaubert, Lettres de Grèce, publiées par Jacques Heuzey avec des Notes comprenant une lettre inédite, Paris, Éditions du Péplos, 1948.
- Gustave Flaubert, Lettres inédites à Maxime Du Camp, Frédéric Fovard, Adèle Husson et « L’excellent monsieur Baudry », Sceaux, Palimugre, 1948.
- Gustave Flaubert, Lettres inédites à Raoul-Duval, commentées par Georges Normandy, Paris, Albin Michel, 1950.
- Lettres inédites de Gustave Flaubert à son éditeur Michel Lévy, correspondance présentée par Jacques Suffel, Calmann-Lévy, 1965[17].
- Antoine Youssef Naaman, Les Lettres d’Égypte de Gustave Flaubert d’après les manuscrits autographes, édition critique, Nizet, 1965.

### Correspondance croisée
- Gustave Flaubert, George Sand, correspondance, texte établi, préfacé et annoté par Alphonse Jacobs, Flammarion, 1981.
- Gustave Flaubert, Ivan Tourguéniev, Correspondance, texte établi, préfacé et annoté par Alexandre Zviguilsky, Flammarion, 1989.
- Gustave Flaubert, Guy de Maupassant, Correspondance, texte établi, préfacé et annoté par Yvan Leclerc, Flammarion, 1993.
- Flaubert, Goncourt, Correspondance, texte établi, préfacé et annoté par Pierre-Jean Dufief, Flammarion, 1998.
- Gustave Flaubert, Alfred Le Poittevin ; Gustave Flaubert, Maxime Du Camp, Correspondances, texte établi, préfacé et annoté par Yvan Leclerc, Flammarion, 2000.

### Correspondance passive
- Louis Bouilhet, Lettres à Gustave Flaubert, texte établi, présenté et annoté par Maria Luisa Cappello, Paris, CNRS Éditions, 1996.
- Lettres à Flaubert, Testo, presentazione e note a cura di Rosa M. Palermo di Stefano, Napoli, Edizioni Scientifiche Italiane, 1997, 2 volumes[18].

### Critique
- Hélène Frejlich, Flaubert d’après sa Correspondance, Paris, Société d’Éditions Littéraires et Techniques, 1933.
- P.M. Wetherill, Flaubert et la création littéraire, Paris, Nizet, 1964.
- Vincent Kaufmann, L’Équivoque épistolaire, Paris, Éditions de Minuit, 1990.
- L’Œuvre de l’œuvre, Études sur la correspondance de Flaubert, textes réunis et présentés par Raymonde Debray Genette et Jacques Neefs, Presses Universitaires de Vincennes, 1993.